# Video kỹ thuật số

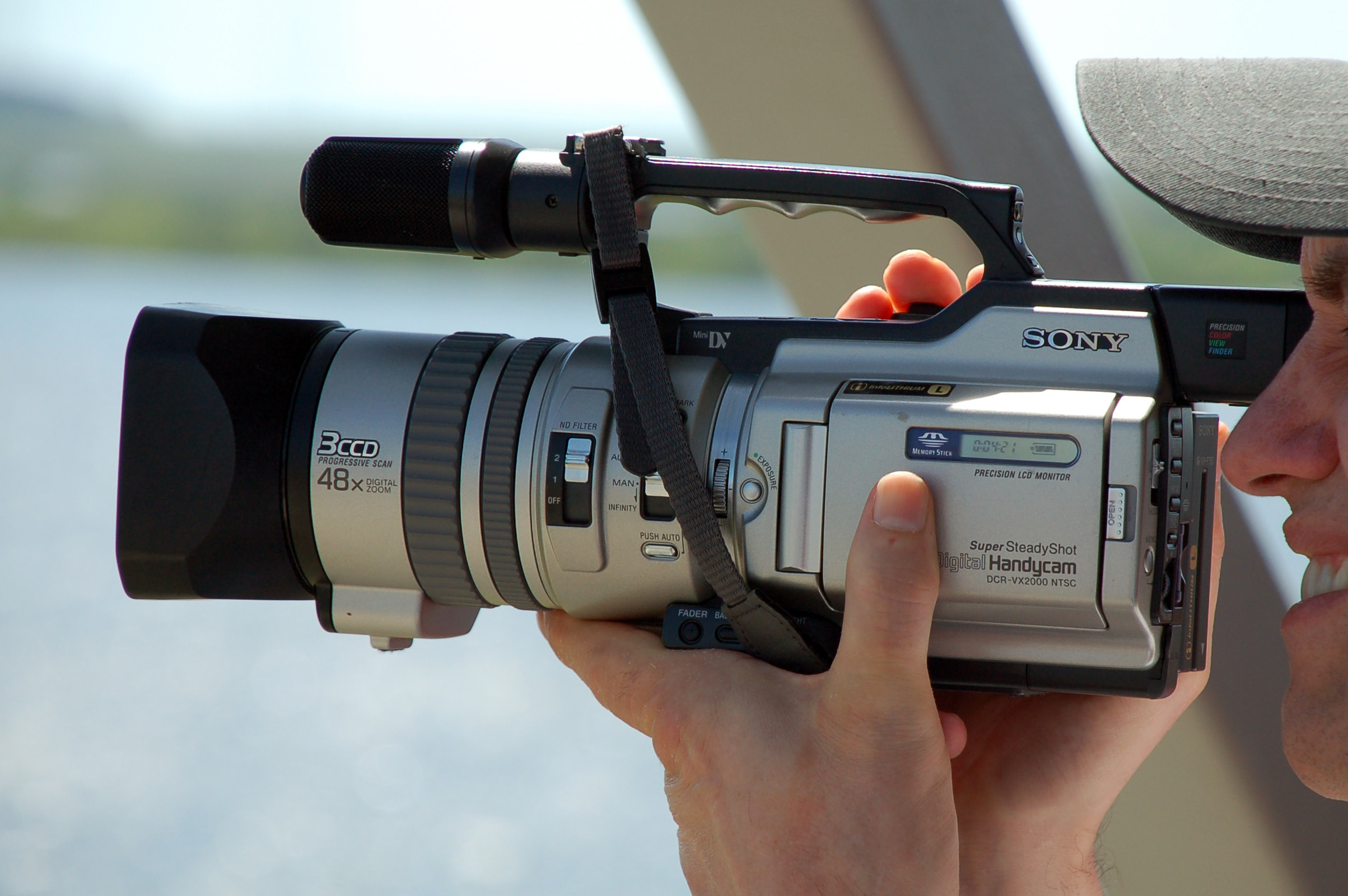
Quay video kỹ thuật số của hiệu Sony

Video kỹ thuật số (Digital video) là biểu diễn điện tử của hình ảnh trực quan chuyển động (video) dưới dạng dữ liệu kỹ thuật số được mã hóa. Điều này trái ngược với video analog, biểu thị hình ảnh trực quan chuyển động ở dạng tín hiệu analog. Video kỹ thuật số bao gồm một chuỗi hình ảnh kỹ thuật số được hiển thị liên tiếp nhanh chóng, thông thường ở vào khoảng 24, 30 hoặc 60 khung hình mỗi giây. Video kỹ thuật số có nhiều ưu điểm như dễ dàng sao chép, phát đa hướng, chia sẻ dữ liệu và lưu trữ. Ngày nay, nội dung video kỹ thuật số như TV show và phim cũng bao gồm nhạc nền âm thanh kỹ thuật số. Cơ sở của máy quay video kỹ thuật số là chất bán dẫn oxit kim loại (MOS) cảm biến hình ảnh.

## Tổng quan
Video kỹ thuật số lần đầu tiên được quảng bá thương mại vào năm 1986 với định dạng Sony D1, ghi lại tín hiệu độ nét tiêu chuẩn video thành phần không nén ở dạng kỹ thuật số. Ngoài định dạng không nén, các định dạng video kỹ thuật số nén phổ biến hiện nay bao gồm MPEG-2, H.264 và AV1. Các tiêu chuẩn kết nối hiện đại được sử dụng để phát lại video kỹ thuật số bao gồm HDMI, DisplayPort, Giao diện hình ảnh kỹ thuật số (DVI) và giao diện kỹ thuật số nối tiếp (SDI). Video kỹ thuật số có thể được sao chép và tái tạo mà không làm giảm chất lượng. Ngược lại, khi các nguồn tương tự được sao chép, chúng gặp phải mất thế hệ. Video kỹ thuật số có thể được lưu trữ trên phương tiện kỹ thuật số như Đĩa Blu-ray, trên lưu trữ dữ liệu máy tính hoặc được phát trực tuyến qua Internet tới người dùng cuối những người xem nội dung trên màn hình máy tính cá nhân hoặc thiết bị di động hoặc smart TV kỹ thuật số. Cảm biến hình ảnh bán dẫn thực tế đầu tiên là thiết bị ghép điện tích (CCD), được phát minh vào năm 1969 do công của Willard S. Boyle, người đã đoạt giải Nobel cho công trình nghiên cứu vật lý của chính mình. Sau khi thương mại hóa cảm biến CCD vào cuối những năm 1970 đến đầu những năm 1980, ngành công nghiệp giải trí dần dần bắt đầu chuyển đổi sang hình ảnh kỹ thuật số và video kỹ thuật số từ video analog trong hai thập kỷ tiếp theo. Tiếp theo CCD là CMOS cảm biến pixel hoạt động (CMOS cảm biến), được phát triển vào những năm 1990.